# Medvefókák
A fülesfókafélék (Otariidae) közül azokat, amelyek prémje értékes, medvefókák néven foglaljuk össze. Két nem összesen kilenc faja tartozik ebbe a csoportba:
- Arctocephalus (Gray, 1837) – 8 faj
  - Dél-amerikai medvefóka (Arctocephalus australis)
  - Új-zélandi medvefóka (Arctocephalus forsteri)
  - Galápagosi medvefóka (Arctocephalus galapagoensis)
  - Antarktiszi medvefóka (Arctocephalus gazella)
  - Juan Fernandez-medvefóka (Arctocephalus philippii)
  - Dél-afrikai medvefóka (Arctocephalus pusillus)
  - Guadalupe-medvefóka (Arctocephalus townsendi)
  - Szubantarktikus medvefóka (Arctocephalus tropicalis)

- Callorhinus (Gray, 1859) – 1 faj
  - Északi medvefóka (Callorhinus ursinus)

Az Arctocephalus nemzetségnév jelentése "medvefejű" (valószínűleg innen ered a magyar medvefóka szó is), a Callorhinus pedig "szép bőrűt" jelent. A medvefókákat ugyanis leginkább az különbözteti meg az oroszlánfókáktól, hogy szőrzetük kétrétegű: a hosszabb, durvább fedőszőrök között rövidebb, finomabb pehelyszőrök nőnek. Ez teszi értékessé szőrméjüket, ez került az idők során sok millió fóka életébe.

## Elterjedésük
A Guadalupe-medvefóka és az északi medvefóka az északi féltekén él; a többi faj a délin. Dél-Amerika nyugati partján csaknem az Egyenlítőig felhúzódnak, de Ázsia déli partjait, illetve az Indiai-óceán szigeteit nem érik el.
A medvefókáknak nem kell jégen szaporodniuk, ezért nem korlátozódnak a hideg térségekre. Kilenc fajuk különböző földrajzi térségekben él; többnyire nevük is élőhelyükre utal:

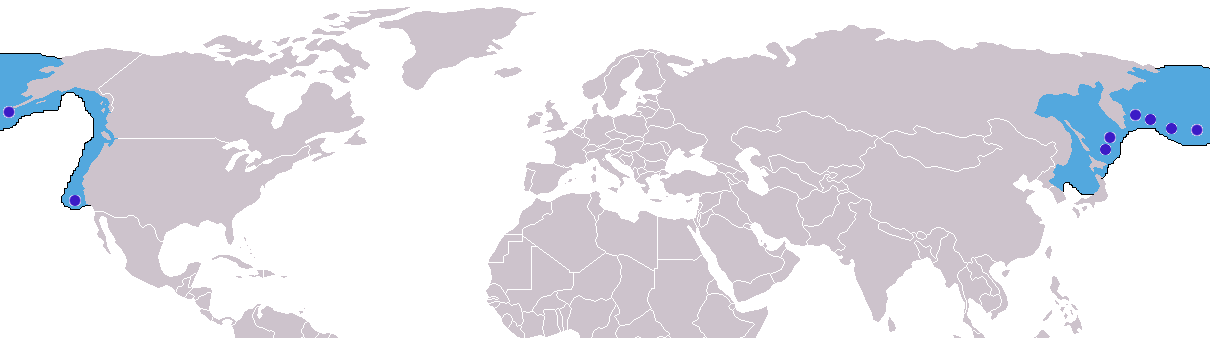
Északi medvefóka vadászterülete és telepei

- Az északi medvefókák a Csendes-óceán északi részén élnek. Többségük a Bering-tengerben, a Pribilof- és Parancsnok-szigeteken szaporodik, de vannak kisebb telepeik az Aleut- és a Kuril-szigeteken, az Ohotszki-tengeren és a kaliforniai San Miguel-szigeten is.

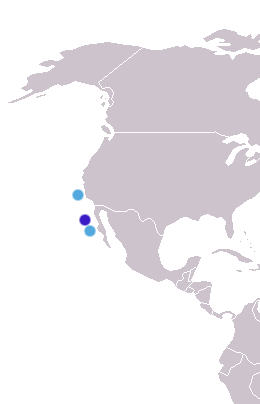
Guadalupei medvefóka vadászterülete és telepe

- A guadalupei medvefóka a Mexikó csendes-óceáni partjától 200 km-re fekvő Guadalupe szigeten szaporodik.
- A Juan Fernández-szigeti medvefóka élőhelye a Csendes-óceán délkeleti részén található, Chiléhez tartozó Juan Fernández-szigetcsoport.
- A Galápagos-szigeteken él a galápagosi medvefóka.

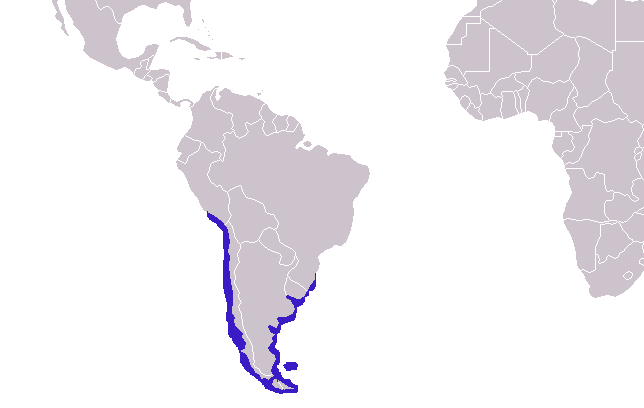
Dél-amerikai medvefóka elterjedése

- A dél-amerikai medvefóka Dél-Amerika déli részén, Dél-Peru, Chile, Argentína, Uruguay és Dél-Brazília partjain él.

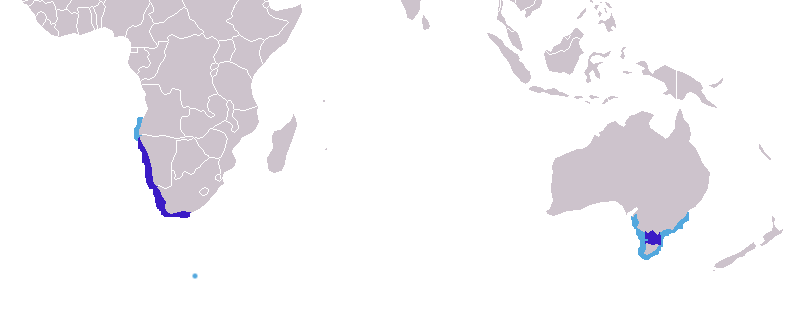
Dél-afrikai medvefóka vadászterülete és telepe

- A dél-afrikai medvefóka élőhelye Namíbia és a Dél-afrikai Köztársaság. Ugyanennek a fajnak egyik alfaja (Arctocephalus pusillus doriferus) Ausztrália délkeleti részén él.

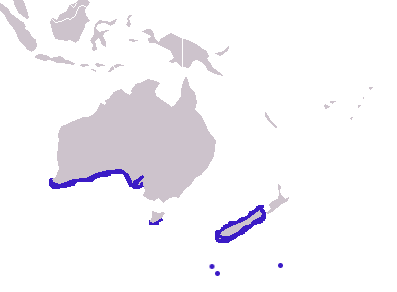
Új-zélandi medvefóka elterjedése

- Az új-zélandi medvefóka Új-Zéland két szigetén, a környező kisebb szigeteken, valamint Dél-Ausztrália egyes partszakaszain szaporodik.
- Az antarktiszi medvefókák nem az Antarktiszon élnek, hanem többségük a Dél-Amerika déli csücskénél fekvő Déli-Georgián; emellett szaporodnak még számos más déli szigeten.

## Megjelenésük
Testük orsó alakú; mellső lábaik uszonyokká alakultak, a hátsók elcsökevényesedtek, és szintén uszonyokká alakultak. A még inkább a vízi életmódhoz alkalmazkodott valódi fókákkal ellentétben a fülesfókák maguk alá tudják húzni hátsó lábaikat, és ezért a szárazföldön is képesek valamennyire járni, ha nem is túl kecsesen. Az Arctocephalus hímeknek ormótlanul nagy a fejük és vastag a nyakuk; a nőstények testalkata arányosabb.
Ivari kétalakúságuk elég látványos: a hímek hosszabbak és főleg kövérebbek a nőstényeknél. A legtöbb faj hímjei elérik a két métert és a 200 kg-ot, de a dél-afrikai medvefóka hímje 350 kg is lehet. A nőstények csak 120–150 cm hosszúak, és ritkán nehezebbek 50 kg-nál. Legkisebb termetű a galapagosi medvefóka, ahol az átlagos hím 150 cm és 64 kg, az átlagos nőstény pedig 120 cm és 27 kg. Az újszülött állatok tömege 3–8 kg.
Színezetük általában barnás, feltűnő mintázatuk nincs. A szubantarktikus medvefókák háta sötétszürke, a hasuk sárgásfehér. A többnyire barna antarktiszi medvefókák között előfordul néhány aranyszőke példány is. A kölykök feketén születnek; ezt a bundájukat néhány hónaposan vedlik le. A felnőtt hímek nyakán hosszú sörény nő.

## Életmódjuk
Egyes fajok, mint például a dél-afrikai medvefókák egész évben szaporodási helyük környékén maradnak; mások, mint például az északi vagy a szubantarktikus medvefóka több ezer kilométerre is elvándorolnak telepeiktől.
Rajokban élő, kisebb halakkal (tőkehal, hering, szardella, szardínia, makréla) és lábasfejűekkel táplálkoznak. A dél-afrikai és az antarktiszi medvefókák tengeri madarakat (pingvineket, szulákat) is megfognak.
A vándorló fajok hímjei előbb érkeznek a telepekre, mint a nőstények, és verekedve igyekeznek minél nagyobb területet megszerezni. A nőstények érkezésük után néhány nappal világra hozzák kicsinyeiket, majd újabb néhány nap múlva párzanak. A hím agresszíven igyekszik a többi hímet távol tartani a nőstényektől; egy erős hím egy idényben 40 nősténnyel is párosodhat. A szaporodási időszakban egyáltalán nem táplálkoznak.
Az anya több hónapig szoptatja a kölykét (az északi medvefóka 4–5 hónapig, a Juan Fernández-szigeti medvefóka 7–10 hónapig). A dél-afrikai, dél-amerikai és galápagosi medvefókák két évig is szoptatnak. Szegény kölyköknek két szopás között azonban sokáig kell várniuk, mert az anya 5–10 napokra is elmegy halászni, azután 1–2 napig szoptat, majd újra halászni megy.
Az északi féltekén élő fajok borjai júniusban születnek. A déli féltekén a szaporodási idény november-decemberre esik; a Galápagos-szigeteken, ahol az évszakok közt nem nagyon van különbség, a fókák október–novemberben hozzák világra kicsinyeiket.
Az északi medvefókák 4–5 éves korukban válnak ivaréretté. A nőstények ebben az életkorban el is kezdenek szaporodni, a hímek viszont csak 8–9 éves korukra erősödnek meg annyira, hogy nőstényhez jussanak. 25 éves korukig élhetnek, de a hímeknek a folyamatos marakodás miatt nemigen van erre esélyük.

## Ellenségeik
Természetes ellenségeik a cápák és a kardszárnyú delfinek. A dél-afrikai medvefóka borjait a sakálok is megtámadják, sőt, Namíbiában az oroszlánok is lejárnak a tengerpartra fókát fogni. Ahol a medvefókák az oroszlánfókákkal együtt élnek, ott az oroszlánfókák gyakran széttépik újszülött borjaikat. Az antarktiszi medvefókák borjaira a leopárdfókák is vadásznak. A galápagosi medvefókák talán legfőbb ellenségei a kóbor kutyák.
A medvefókákat főleg a 17–18. században milliószámra öldösték prémjük miatt – leginkább az északi, a guadalupei, a Juan Fernández-szigeti, a dél-afrikai és az antarktiszi medvefókákat.
1897-ben már azt hitték, hogy a guadalupei medvefóka végleg kipusztult. 1926-ban egy halász két tucatnyi állatra bukkant a szigeten. Kettőt befogott, hogy eladta őket a San Diegó-i állatkertnek. Mivel kevésnek találta a fizetséget, visszament a szigetre, és lelőtte az összes, ott talált fókát. 1949-ben derült csak ki, hogy ezt a fajt még neki sem sikerült kiirtania.
1900 körül a Juan Fernández-szigeti medvefókát is kipusztultnak hitték, de 1965-ben Más Afuerán (a név csak annyit jelent, hogy "külső") kétszáz fókát találtak, és az állományuk azóta szépen gyarapszik.
Napjainkban kereskedelmi céllal Uruguayban a dél-amerikai, Namíbiában a dél-afrikai medvefókákat vadásszák. Az Amerikai Egyesült Államok az aleut őslakóknak engedélyezi az északi medvefókák vadászatát. A halászok sok, útjukba kerülő állatot lelőnek, és sok fóka pusztul el hálóikban is.
Napjainkban az északi, a dél-afrikai és az antarktiszi medvefókák több millió, a dél-amerikai és a szubantarktikus medvefókák több százezer példánya él. Néhány tízezren vannak a galápagosi és az új-zélandi medvefókák; hasonló a létszáma a dél-afrikai medvefóka ausztráliai alfajának is. A guadalupei és Juan Fernández-szigeti medvefókák száma a szigorúan védelem óta néhány ezerre szaporodott.

## Fókák a művészetekben
Rudyard Kipling: A fehér fóka című novellájának hőse Kotik, egy északi medvefóka.